# 0-4-0

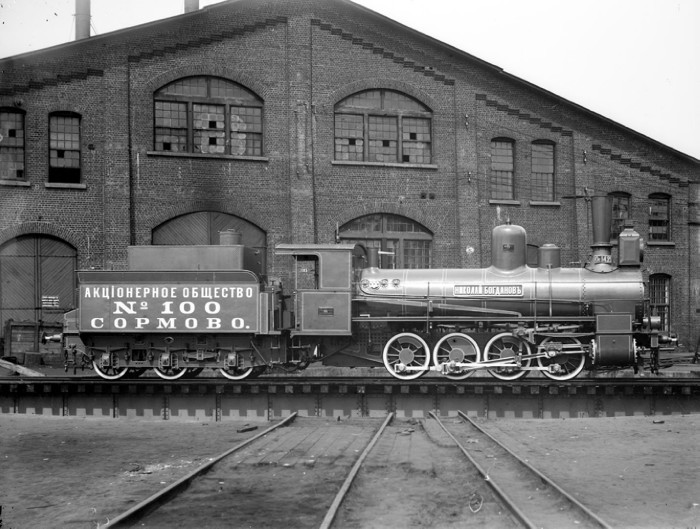
Паровоз серії О^{д} тип 0-4-0

Тип 0-4-0 — паровоз з чотирма рушійними осями в одній жорсткій рамі.

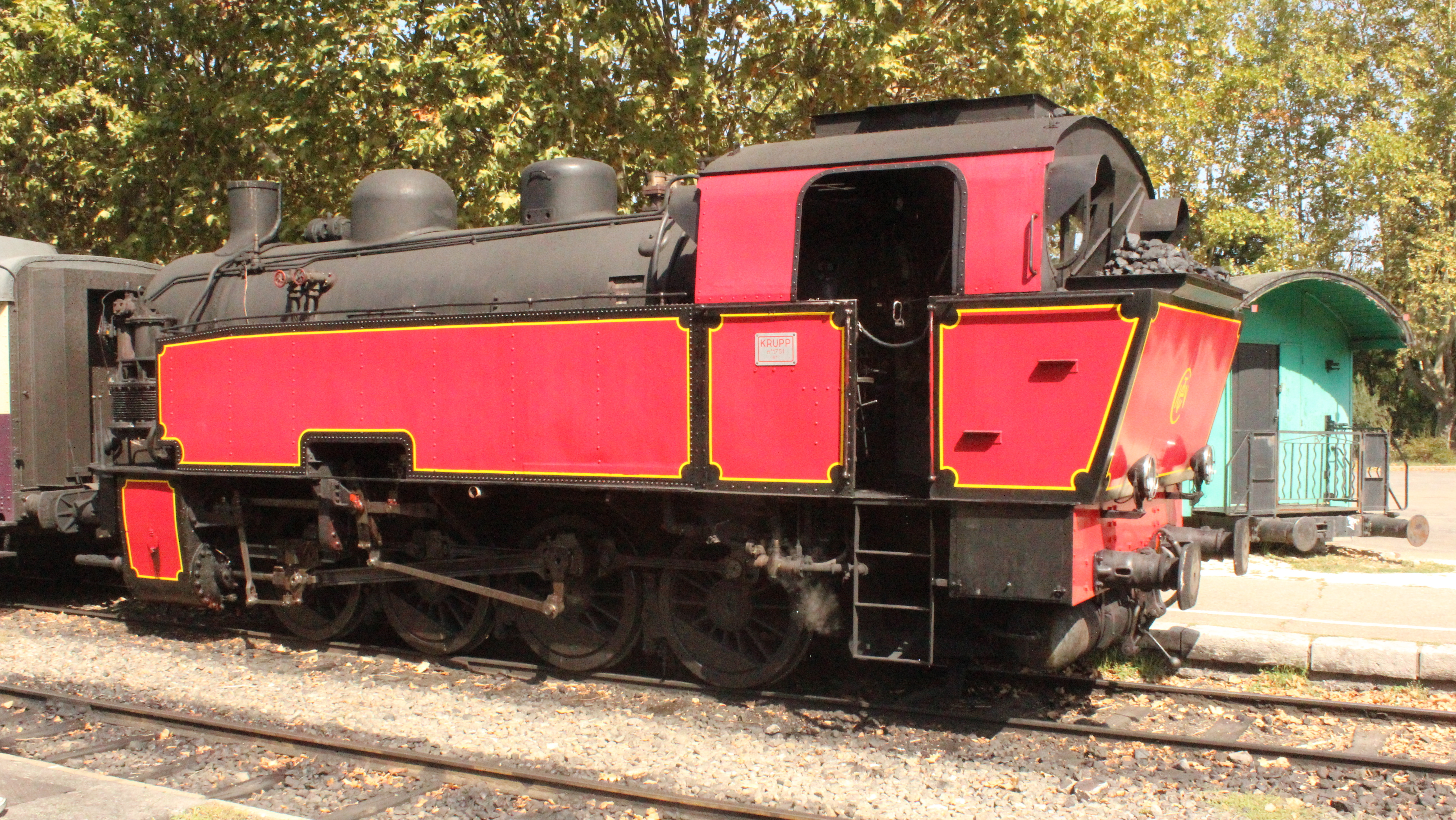
Локомотив "040 T 1751" Train à Vapeur des Cévennes в Сен-Жан-дю-Гар (Франція).

Інші варіанти запису:
- Американський — 0-8-0
- Французький — 040
- Німецький — D

## Види паровозів 0-4-0
Російські паровози серій Ч, О, И, Ѵ (Ы).

## Моделі
В Росії виготовляють моделі паровоза Krauss 0-4-0 PAINTED KIT. Довжина 485 мм, 180 мм ширина, висота  280 мм,  вага 18 кг. У комплект входить паровоз з вагонами і рейки.